# Дім Хаосу
«Дім Хаосу» (англ. The Courts of Chaos) — фантастичний роман американського письменника Роджера Желязни, що вийшов у 1978 році. Остання книга з першої пенталогії циклу романів «Хроніки Амбера».

## Сюжет
Королівство знову опиняється на межі загибелі! Хаос наступає, і здається, нікому його зупинити. І хоча король Оберон знову здобув Камінь Правосуддя, навіть йому буде нелегко відновити Лабіринт Амбера, а в разі його невдачі весь їхній світ загине. Перед бунтівним принцом Корвіном встає останній, нелегкий вибір…